# Lai-Sang Young
Pour les articles homonymes, voir Young.
Vous pouvez partager vos connaissances en l’améliorant (comment ?) selon les recommandations des projets correspondants.
Lai-Sang Young, née en 1952, est une mathématicienne hongkongaise. Elle enseigne et dirige ses recherches au Courant Institute of Mathematical Sciences à l'université de New York depuis 1999. 

## Formation et carrière
Née et élevée à Hong Kong, Lai-Sang Young suit ses études aux États-Unis, obtenant un B.Sc. de l'université du Wisconsin à Madison en 1973. Elle étudie ensuite à l'université de Californie à Berkeley et obtient un mastère en 1976 puis son doctorat en 1978, sous la supervision de Rufus Bowen (en), avec une thèse intitulée Entropy and Symbolic Dynamics of Certain Smooth Systems,,,. Elle enseigne à l'université Northwestern de 1979 à 1980, l'université d'État du Michigan de 1980 à 1986, l'université de l'Arizona de 1987 à 1990, et l'université de Californie à Los Angeles de 1991 à 1999. Elle occupe la chaire Moses de professeur à l'université de New York depuis 1999,,.
Elle a également été chercheuse invitée à l'université de Warwick, au Mathematical Sciences Research Institute (MSRI) à Berkeley, à l'université de Bielefeld, l'Institute for Advanced Study et au Collège de France à Paris.

## Travaux
Ses travaux portent sur les systèmes dynamiques, la théorie ergodique, la théorie du chaos, la théorie des probabilités et les neurosciences. Elle est en particulier reconnue pour avoir introduit la méthode des retours de Markov en 1998, qu'elle utilise pour prouver un retard de corrélation exponentiel dans les billards de Sinai et dans d'autres systèmes dynamiques hyperboliques.

## Prix et distinctions
Young bénéficie d'une bourse Sloan en 1985, puis d'une bourse Guggenheim en 1997,.
Elle a reçu le prix Ruth-Lyttle-Satter en 1993 pour son rôle de leader dans la recherche sur les propriétés statistiques ou ergodiques des systèmes dynamiques. Elle est membre de l'Académie américaine des arts et des sciences et elle a été lauréate de la Noether Lecture en 2005. En 2007 elle est lauréate de la Conférence Sofia Kovalevskaïa décernée par la Society for Industrial and Applied Mathematics (SIAM) conjointement avec l'Association for Women in Mathematics (AWM).
Elle est conférencière invitée au congrès international des mathématiciens (ICM) en 1994 à Zürich avec une conférence intitulée Ergodic theory of attractors.
Elle est membre de l'Académie américaine des arts et des sciences (2004), de l'Académie hongroise des sciences (2007) et de l'Académie nationale des sciences (2020).
Elle est lauréate du prix Heinz-Hopf en 2023 et du prix Rolf Schock en 2024.

## Sélection de publications
- Louis Block, John Guckenheimer, Michał Misiurewicz et Lai Sang Young, Global theory of dynamical systems (Proc. Internat. Conf., Northwestern Univ., Evanston, Ill., 1979), vol. 819, Berlin, Springer, coll. « Lecture Notes in Mathematics », 1980 (DOI 10.1007/BFb0086977, MR 591173), « Periodic points and topological entropy of one-dimensional maps », p. 18–34.
- Lai Sang Young, « Dimension, entropy and Lyapunov exponents », Ergodic Theory and Dynamical Systems, vol. 2, no 1,‎ 1982, p. 109–124 (DOI 10.1017/S0143385700009615, MR 684248).
- Michael Benedicks et Lai-Sang Young, « Sinaĭ–Bowen–Ruelle measures for certain Hénon maps », Inventiones mathematicae, vol. 112, no 3,‎ 1993, p. 541–576 (DOI 10.1007/BF01232446, MR 1218323).
- Lai-Sang Young, « Statistical properties of dynamical systems with some hyperbolicity », Annals of Mathematics, vol. 147, no 3,‎ 1998, p. 585–650 (DOI 10.2307/120960, MR 1637655).
- Lai-Sang Young, « Recurrence times and rates of mixing », Israel Journal of Mathematics, vol. 110,‎ 1999, p. 153–188 (DOI 10.1007/BF02808180, MR 1750438).
- Qiudong Wang et Lai-Sang Young, « Strange attractors with one direction of instability », Communications in Mathematical Physics, vol. 218, no 1,‎ 2001, p. 1–97 (DOI 10.1007/s002200100379, MR 1824198).
- Lai-Sang Young, « What are SRB measures, and which dynamical systems have them? », Journal of Statistical Physics, vol. 108, nos 5-6,‎ 2002, p. 733–754 (DOI 10.1023/A:1019762724717, MR 1933431).